# Chile na Letnich Igrzyskach Olimpijskich 1996
Chile na XXVI Letnich Igrzyskach Olimpijskich w Atlancie reprezentowało 21 sportowców w 10 dyscyplinach. Był to 17 start Chilijczyków na letnich igrzyskach olimpijskich. Na tej olimpiadzie żaden z reprezentantów Chile nie zdobył medalu.

## Reprezentanci
| Zawodnik           | Dyscyplina sportowa  | Konkurencja                   | Pozycja / runda |
| ------------------ | -------------------- | ----------------------------- | --------------- |
| Marcelo Barrientos | Lekkoatletyka        | Maraton                       | 86              |
| Sebastián Keitel   | Lekkoatletyka        | Bieg na 200 m                 | 1 runda         |
| Erika Olivera      | Lekkoatletyka        | Maraton                       | 37              |
| Gert Weil          | Lekkoatletyka        | Pchnięcie kulą                | Eliminacje      |
| Ricardo Araneda    | Boks                 | Waga średnia                  | 1 runda         |
| Marcelo Arriagada  | Kolarstwo torowe     | Zespołowy – pościg            | 16              |
| Marco Arriagada    | Kolarstwo torowe     | Zespołowy – pościg            | 16              |
| José Medina        | Kolarstwo torowe     | Zespołowy – pościg            | 16              |
| Luís Sepúlveda     | Kolarstwo torowe     | Zespołowy – pościg            | 16              |
| Victor Garrido     | Kolarstwo szosowe    | Indywidualnie                 | DNF             |
| Paris Inostroza    | Szermierka           | Indywidualnie                 | 40              |
| Luis Echenique     | Żeglarstwo           | Klasa Laser                   | 19              |
| Pascal Colomer     | Strzelectwo          | Skeet                         | 42              |
| Nicolás Rajcevich  | pływanie             | 100 m dowolnym 200 m dowolnym | 44 27           |
| Augusto Morales    | Tenis stołowy        | Singiel Debel                 | 49 25           |
| Berta Rodríguez    | Tenis stołowy        | Singiel Debel                 | 49 25           |
| Juan Salamanca     | Tenis stołowy        | Debel                         | 25              |
| Sofija Tepes       | Tenis stołowy        | Debel                         | 25              |
| Paula Cabezas      | Tenis                | Debel                         | 17              |
| Bárbara Castro     | Tenis                | Debel                         | 17              |
| Cristián Escalante | Podnoszenie ciężarów | Waga ciężka                   | 22              |